# Myrothecium setiramosum
Myrothecium setiramosum är en svampart som beskrevs av R.F. Castañeda 1986. Myrothecium setiramosum ingår i släktet Myrothecium, ordningen köttkärnsvampar, klassen Sordariomycetes, divisionen sporsäcksvampar och riket svampar.   Inga underarter finns listade i Catalogue of Life.